# Symbolique du sanglier

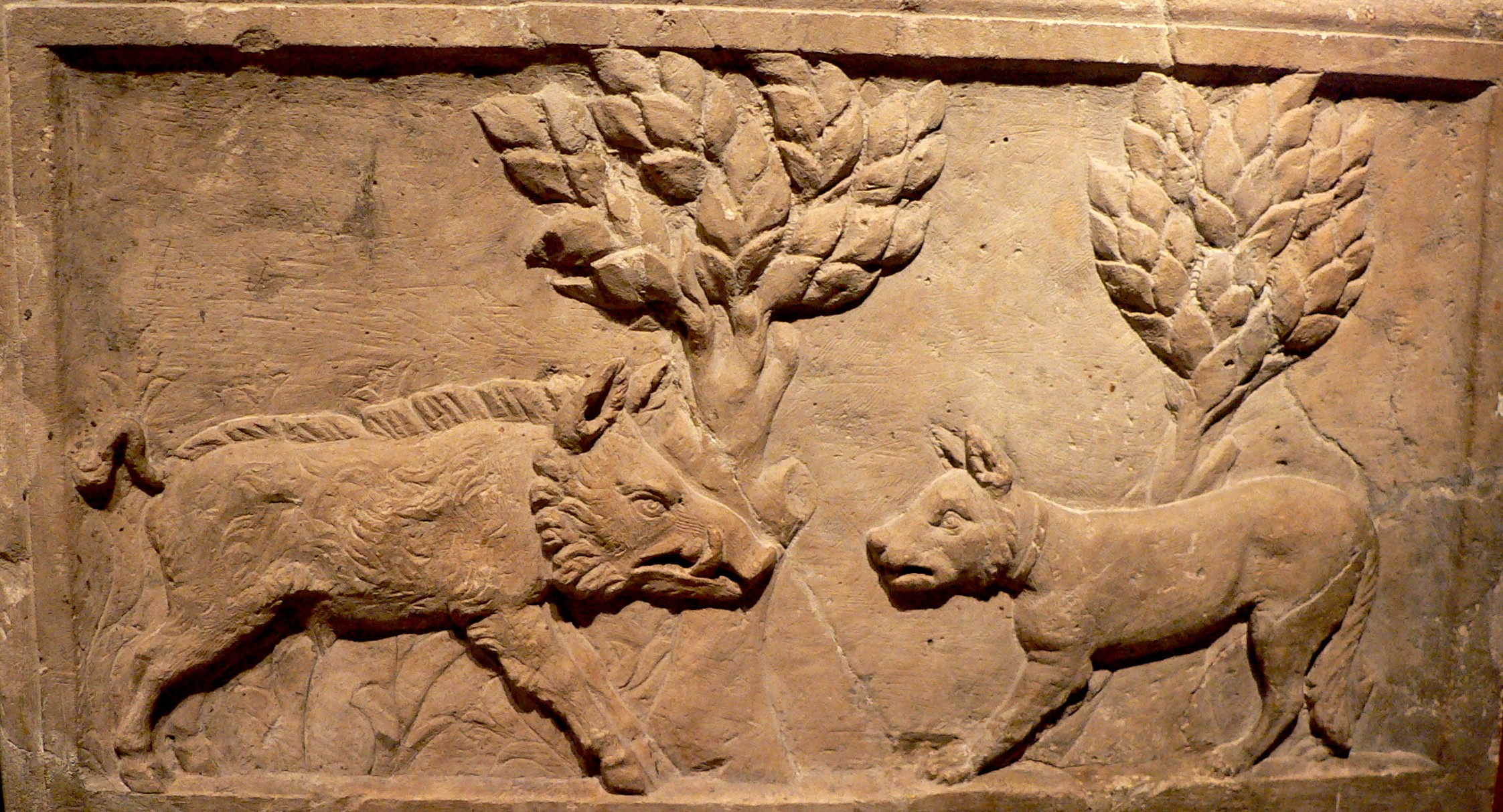
Sanglier et chien de chasse, frise romaine

Cet article a trait à la symbolique véhiculée par le sanglier. Il est généralement symbole de fertilité et de force. On trouve donc souvent les sangliers dans des légendes ayant trait à la fertilité (dieux/déesses de fertilité, mariages, agriculture) et la force (armes, batailles, épreuves de force). Dans l'iconographie chrétienne, il devient symbole de la luxure. Les soies de sanglier servent à faire des brosses, ce qui pourrait expliquer les associations aux peignes.

## Sangliers mythiques ou emblématiques

### Scandinaves
- Gullinbursti (littéralement brosse dorée) est le sanglier du dieu nordique Freyr. Un autre de ses noms est Slíðrugtanni (défenses dangereuses). Création des nains, il tire le char de Freyr à travers le ciel[1].
- Hildisvíni (littéralement cochon de bataille) est le sanglier de Freya. Le nom de son animal symbolique, la truie (syr en vieux norrois), pourrait être à l'origine du nom des suédois, Sviar (« adorateurs de la truie »)[2]. Freyja est la déesse de l'Amour, de la Guerre et de la Magie. Elle est aussi considérée comme la première parmi les Valkyries. Il est donc normal qu'elle soit associée à la guerre, la bataille et la mort.

### Grecs
- Le Sanglier de Calydon. Il est envoyé par Artémis pour punir Œnée, roi de Calydon qui a oublié de rendre hommage à la déesse[3].
- Le sanglier d'Érymanthe ; c'est ce sanglier que Hercule a dû attraper pour le quatrième de ses douze travaux. Selon les versions il fut envoyé par Apollon pour tuer Adonis le favori de Aphrodite en vengeance de la mort de son fils Erymanthus. Mais parfois on dit aussi que c'est Ares lui-même sous forme d'un sanglier, qui a tué Adonis par jalousie. Adonis était aimé d'Aphrodite et de Perséphone. Au cours d'une chasse, Adonis fut tué par ce sanglier. Des gouttes du sang d'Adonis jaillirent des anémones.
- Les Gorgones étaient représentées avec des ailes d'or, des serres de cuivre et des défenses de sangliers. La représentation de la tête d'une Gorgone, souvent Méduse, fut fréquemment placée sur les portes, les boucliers, les armures et les pierres tombales pour éloigner la malchance et les mauvais esprits ou terrifier les ennemis.

### Celtes
- Le Twrch trwyth (gallois, prononciation [tuːɾχ tɾʊɨθ]) est, dans les Mabinogion de Culhwch ac Olwen, un sanglier blanc fabuleux qui est l'objet d'une quête pour s'emparer du peigne et du ciseau logés entre ses deux oreilles[4]. La quête est lancée pour obtenir la main d'Olwen.
- La déesse Arduinna est traditionnellement représentée chevauchant un sanglier.
- Diarmuid Ua Duibhne est tué par un sanglier. Dans le cycle fenian, il est séduit par Grainne, la promise de Finn mac Cumaill lors du mariage de celle-ci. Il accepte de s'enfuir avec elle, mais ils sont bientôt poursuivis par les fianna et pourchassés sans répit. Au bout de seize ans, Finn mac Cumaill feint d'accepter ce mariage et "pardonne" à Diarmuid. Invité par Finn à une partie de chasse, Diarmuid est mortellement blessé par un sanglier ensorcelé. Possédant le pouvoir de guérir celui qui boit l'eau de ses mains, Finn prend de l'eau, mais la laisse délibérément couler avant d'atteindre la bouche de son rival qui meurt.

### Inde
- Varâha (Sanskrit: वराह, pour sanglier) est le troisième Avatar (Descente, incarnation) du Dieu Vishnou, chargé de sauver la Déesse Terre, Bhu Devi qui est son épouse, d'un démon des eaux d'un déluge.

### Chrétiens
- saint Cyr de Tarse est représenté chevauchant un sanglier. Selon la légende Charlemagne rêva une nuit qu'il fut tué par un sanglier lors de la chasse. Lui apparut alors un petit enfant qui lui dit qu'il le sauverait s'il lui donnait de quoi se vêtir. L'évêque de Nevers interpréta le rêve comme suit : s'il réparait le toit de la cathédrale St Cyr il serait sauvé de la mort.
- saint Antoine est souvent représenté avec un petit cochon. La légende raconte comment Saint Antoine est descendu en enfer pour ramener le feu sur terre aux paysans, le diable ayant éteint tous les feux. Alors saint Antoine est allé le chercher au seul endroit où il y en avait : il est entré en enfer sous prétexte de parlementer avec le diable (après avoir frappé trois fois à la porte). Ensuite il a fait s'échapper son cochon qui a commencé à courir partout. Les diables lui courent après. Saint Antoine, laissé sans surveillance, en profite pour capturer des braises dans son bâton de marche qui est creux. Il a été expulsé de l'enfer après une fouille, mais les démons n'avaient trouvé les braises cachées dans le bâton. C'est ainsi qu'il a ramené le feu sur terre.

## Sanglier et armes

### Le sanglier comme arme de guerre
Le philosophe latin Lucrèce raconte dans son De rerum natura que les 'anciens' ont pu utiliser des sangliers comme arme lancée contre leur ennemi. Le Pseudo-Callisthène mentionne dans son Roman d'Alexandre qu'Alexandre le Grand aurait utilisé ce stratagème contre les éléphants de Porus en Inde. Pline l'Ancien relate que les "éléphants sont effrayés par le moindre grognement d'un porc".

### Le casque

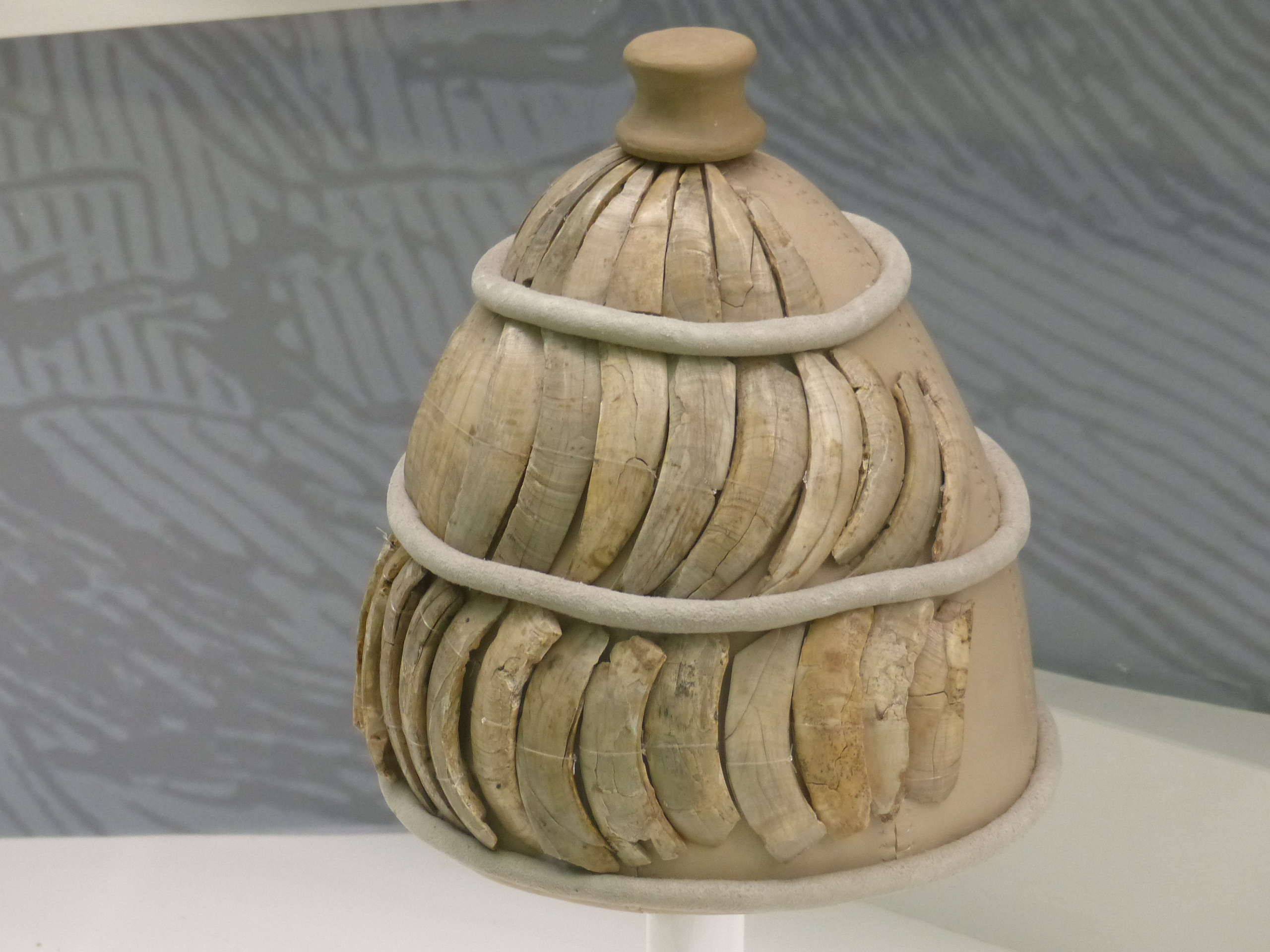
Casque à dents de sangliers, datant du, découvert lors de fouilles à Spáta (Attique de l'Est).

- Les rois suédois des Ynglingen portaient des casques avec sanglier. L'un des casques s'appelait Hidisvin (voir Freya).
- Le casque au sanglier est aussi mentionné dans le poème anglo-saxon Beowulf.
- Un casque en défenses de sanglier est un casque de combat composé de défenses de sanglier, lui donnant une grande dureté grâce à l'ivoire. Issu de la civilisation minoenne, il est décrit par Homère dans la Guerre de Troie. Et le Laertiade mit sur sa tête un casque fait de peau, fortement lié, en dedans, de courroies, que les dents blanches d’un sanglier hérissaient de toutes parts au dehors, et couvert de poils au milieu[5].

### Le bouclier
- Soit Tydeus de Calydon soit Polynices de Thebes, portait un bouclier avec l'image d'un sanglier. Car Adraste en voyant les deux hommes s'approchant de lui a su immédiatement qu'il devait leur donner ses filles en mariage parce qu'on lui avait prédit qu'elles épouseraient un sanglier et un lion, les images représentées sur leur boucliers respectifs.
- Les Grecs et les Romains avaient des boucliers à effigie de Gorgones (voir plus haut).

### Le Carnyx
Le carnyx est une trompe de guerre celtique utilisé lors des guerres pour contribuer à effrayer l’ennemi et pour mener les troupes (musique d'ordonnance). La trompe verticale pouvait mesurer jusqu'à 3 m, en tôle de bronze ou laiton, et le pavillon perpendiculaire est principalement sous forme de hure de sanglier à gueule ouverte. En France des carnyx ont été retrouvés à Tintignac.

### L'Enseigne

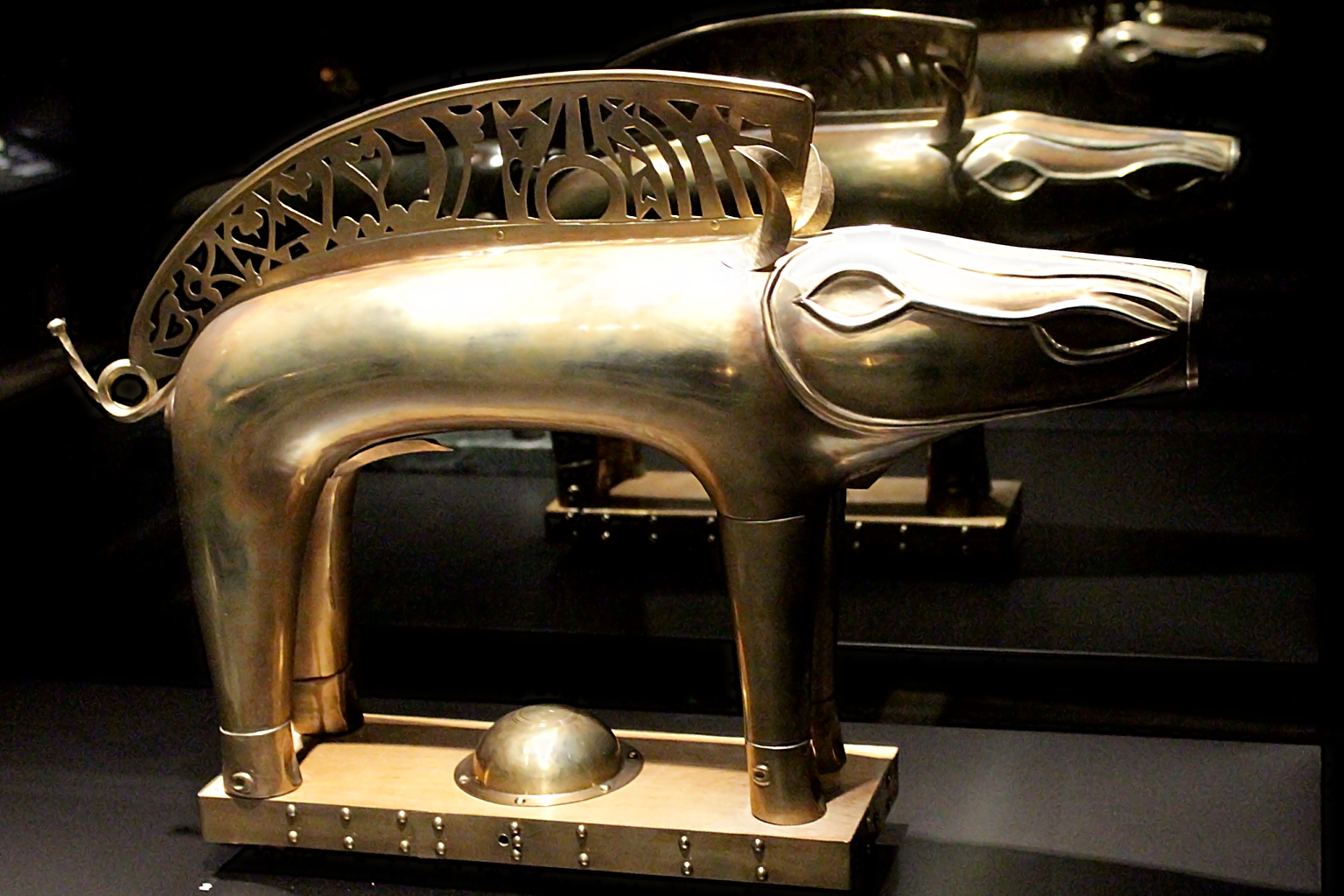
Reproduction du Sanglier-enseigne découvert à Soulac-sur-mer. Exposition Les Gaulois, une expo renversante, Cité des Sciences et de l'Industrie (Paris)

On a trouvé plusieurs enseignes gauloises à l'effigie d'un sanglier à Soulac-sur-Mer ou Neuvy-en-Sullias par exemple. On en trouve aussi sur les monnaies de Osismes. De nombreux indices montrent que les enseignes gauloises, à l'instar de leurs homologues romaines, étaient l'objet d'une vénération dans le cadre d'un culte guerrier. Le premier indice de cette vénération est donné par le fait qu'en temps de paix, les enseignes et les autres ornements guerriers, tels les carnyx, étaient rangés dans les sanctuaires. Selon le témoignage de Jules César, les peuples gaulois avaient coutume de prêter serment sur les enseignes militaires réunies en faisceau.

### Bombe
Le Vickers Blue Boar (sanglier bleu de Vickers) étaient des missiles Air-sol britanniques téléguidés développés durant les années 1950. Le programme a été annulé pendant leur développement.